# Head Buster
Head Buster (ヘッドバスター, Headbuster) es un videojuego de 1991 para la consola portátil Game Gear. El juego cuenta con luchas de robots en secuencias de combate.

## Jugabilidad
La meta es obtener más oro ganando peleas y gastar dinero en mejores armas como rifles, lanzamisiles y lanzallamas. Si los robots ya no pueden ser mejorados, podrán ser intercambiados por dinero. Habrá una base (círculo) en el centro de cada punto de partida. Para ganar, se deberá destruir la base del enemigo o todos sus robots. Cada arma tiene su propio rango; los oponentes no podrán ser atacados si se encuentran más cerca o más lejos del rango de tiro del arma.
Existen diez mapas diferentes en el juego. Cada nivel tiene su propia contraseña. Los jugadores deberán entregar periódicos por una pequeña remuneración para poder retomar el juego después de una derrota.

## Desarrollo
La versión beta de Head Buster tenía una presentación distinta de la batalla, junto con tipos de terreno más complicados. Por ejemplo, se habrían empleado escaleras para poder subir por montañas empinadas. Fueron removidas durante las últimas fases de desarrollo. Los jugadores habrían tenido que desarrollar sus robots desde cero en la versión anterior, mientras que los modelos de los robots ya se encontrarían terminados en la versión final.